# EFL Awards
Gli EFL Awards sono dei premi che vengono assegnati dalla English Football League ai calciatori e alle squadre partecipanti ai tre campionati di calcio di rango immediatamente inferiore alla Premier League.

## Storia
I premi furono istituiti nel 2006 per premiare i calciatori e le squadre che si sono contraddistinte durante la stagione. L'assegnazione dei riconoscimenti avviene annualmente, nel mese di marzo, nella città di Londra. La giuria dei giudici è formata da 72 persone, tra cui giornalisti e dirigenti della English Football League.

## Introduzioni anno per anno

### Championship Player of the Year
| Anno | Vincitore           | Squadra       |
| ---- | ------------------- | ------------- |
| 2006 | Phil Jagielka       | Sheffield Utd |
| 2007 | Jason Koumas        | West Bromwich |
| 2008 | Kevin Phillips      | West Bromwich |
| 2009 | Sylvan Ebanks-Blake | Wolverhampton |
| 2010 | Kevin Nolan         | Newcastle Utd |
| 2011 | Adel Taarabt        | QPR           |
| 2012 | Rickie Lambert      | Southampton   |
| 2013 | Matěj Vydra         | Watford       |
| 2014 | Danny Ings          | Burnley       |
| 2015 | Patrick Bamford     | Middlesbrough |
| 2016 | Andre Gray          | Burnley       |
| 2017 | Anthony Knockaert   | Brighton      |
| 2018 | Ryan Sessegnon      | Fulham        |
| 2019 | Teemu Pukki         | Norwich City  |
| 2020 | Ollie Watkins       | Brentford     |
| 2021 | Emiliano Buendía    | Norwich City  |
| 2022 | Aleksandar Mitrović | Fulham        |

### League One Player of the Year
| Anno | Vincitore            | Squadra           |
| ---- | -------------------- | ----------------- |
| 2006 | Lee Trundle          | Swansea City      |
| 2007 | Billy Sharp          | Scunthorpe Utd    |
| 2008 | Jermaine Beckford    | Leeds Utd         |
| 2009 | Matty Fryatt         | Leicester City    |
| 2010 | Jermaine Beckford    | Leeds Utd         |
| 2011 | Craig Mackail-Smith  | Peterborough Utd  |
| 2012 | Jordan Rhodes        | Huddersfield Town |
| 2013 | Matt Ritchie         | Bournemouth       |
| 2014 | Adam Forshaw         | Brentford         |
| 2015 | Joe Garner           | Preston N.E.      |
| 2016 | Bradley Dack         | Gillingham        |
| 2017 | Billy Sharp          | Sheffield Utd     |
| 2018 | Bradley Dack         | Blackburn         |
| 2019 | James Collins        | Luton Town        |
| 2020 | Ivan Toney           | Peterborough Utd  |
| 2021 | Jonson Clarke-Harris | Peterborough Utd  |

### League Two Player of the Year
| Anno | Vincitore     | Squadra            |
| ---- | ------------- | ------------------ |
| 2006 | Karl Hawley   | Carlisle Utd       |
| 2007 | Izale McLeod  | MK Dons            |
| 2008 | Keith Andrews | MK Dons            |
| 2009 | Grant Holt    | Shrewsbury Town    |
| 2010 | Craig Dawson  | Rochdale           |
| 2011 | Ryan Lowe     | Bury               |
| 2012 | Matt Ritchie  | Swindon Town       |
| 2013 | Tom Pope      | Port Vale          |
| 2014 | Gary Roberts  | Chesterfield       |
| 2015 | Danny Mayor   | Bury               |
| 2016 | Kemar Roofe   | Oxford Utd         |
| 2017 | John Marquis  | Doncaster          |
| 2018 | Billy Kee     | Accrington Stanley |
| 2019 | James Norwood | Tranmere           |
| 2020 | Eoin Doyle    | Swindon Town       |
| 2021 | Paul Mullin   | Cambridge Utd      |